# Arachnotheutes
Arachnotheutes is een geslacht van vliesvleugelige insecten van de familie spinnendoders (Pompilidae).

## Soorten
- A. leucurus (Morawitz, 1891)
- A. rufithorax (Costa, 1882)
- A. turgidus (Tournier, 1890)